# Fabrication de la poudre dans la Sierra de Tardienta
La fabrication de la poudre dans les montagnes de Tardienta (en espagnol : La fabricación de pólvora en la sierra de Tardienta, 1810) est une huile sur bois de Francisco de Goya conservée au palais de la Zarzuela à Madrid. Il représente, avec son pendant Fabrication de balles dans la Sierra de Tardienta, l'activité de la résistance espagnole contre les armées napoléoniennes durant la guerre d'indépendance espagnole.

## Contexte
Durant la guerre d’indépendance espagnole, Goya fut appelé en 1808 par José Palafox dans sa ville natale de Saragosse, après qu’elle eut été ravagée par l’artillerie française. Cette visite inspira à Goya diverses œuvres, notamment les gravures « les ravages de la guerre » mais aussi une série de toiles sur l’activité de la résistance espagnole, dont « la fabrication de la poudre » et son pendant « la fabrication des balles ». Si des historiens de l’art suggèrent que le Rémouleur et la Porteuse d’eau fassent également partie de cette série dans le cas de la fabrication de la poudre et des balles, ce sont les inscriptions manuscrites de Goya  au dos de l’œuvre qui nous éclairent sur le sens de ces deux toiles. Elles font référence à l’activité du cordonnier José Mallén de Almudévar, qui entre 1810 et 1813 organisa une guérilla qui opérait à une cinquantaine de kilomètres au nord de Saragosse. Ces peintures de petit format essaient de représenter une des activités les plus importantes dans la guerre. La résistance civile à l’envahisseur fut un effort collectif et ce protagoniste, à l’instar de tout le peuple, se détache de la composition. Femmes et hommes s’affairent, embusqués entre les branches des arbres où filtre le bleu du ciel, pour fabriquer des munitions. Le paysage est déjà plus romantique que rococo.
Elles passèrent toutes deux dans les collections royales à l’issue du conflit, puis au palais de la Zarzuela.

## Analyse
La toile décrit une scène inspirée de faits réels, où des groupes de résistants espagnols fabriquaient secrètement de la poudre et des balles dans les environs de Saragosse pour alimenter la guérilla contre l’armée de la France napoléonienne. Comme dans les Désastres de la guerre produits dans les mêmes circonstances, Goya met en avant la précision du dessin et des faits rapportés, tel un journaliste de guerre. Le paysage est celui d’un bois, vallonné, dans sur un terrain est sablonneux et partiellement ombragé. Deux groupes de personnes se détachent. Un peu en retrait et à gauche se trouvent l’autre groupe, composé d’hommes en train de piler le soufre, le salpêtre et le charbon dans des mortiers pour obtenir de la poudre noire. Le second groupe, au centre et à droite est chargé du transport de la poudre dans des caisses de bois qu’une femme déplace au premier plan et que deux hommes à droite transportent, pliés sous le poids de la marchandise.
La peinture est faite sur des planches de bois irrégulières, peut-être un dessus de porte ou une porte.

## Inscription au dos
- Envers :

« Numero 1 / Fabrica de pólvora establecida por D. Josef Mallen / en la Sierra de Tardienta / en Aragón / en los años de 1811, 12 y 13 »

- Angle inférieur droit : 690.